# Úrvalsdeild 2014
La Úrvalsdeild 2014 (detta anche Pepsi Úrvalsdeild per motivi di sponsorizzazione) è stata la 103ª edizione della massima divisione del calcio islandese. La stagione è iniziata il 4 maggio e si è conclusa il 4 ottobre 2014. Il KR Reykjavík è la squadra detentrice del titolo.

## Formula
Le 12 squadre partecipanti si affrontano in un girone di andata e ritorno, per un totale di 22 giornate.

La squadra campione di Islanda ha il diritto a partecipare alla UEFA Champions League 2015-2016 partendo dal secondo turno di qualificazione.

Le squadre classificate al secondo e terzo posto sono ammesse alla UEFA Europa League 2015-2016 partendo dal primo turno di qualificazione.

La vincitrice della Coppa nazionale è ammessa alla UEFA Europa League 2015-2016 partendo dal primo turno di qualificazione.

Le ultime due classificate retrocedono direttamente in 1. deild karla.

## Squadre partecipanti
| Club             | Città          | Stadio           | Posizione 2013             |
| ---------------- | -------------- | ---------------- | -------------------------- |
| Breiðablik       | Kópavogur      | Kópavogsvöllur   | 4º posto                   |
| FH Hafnarfjörður | Hafnarfjörður  | Kaplakriki       | 2º posto                   |
| Fram Reykjavík   | Reykjavík      | Laugardalsvöllur | 10º posto                  |
| Fjölnir          | Reykjavík      | Fjölnisvöllur    | 1º posto in 1. deild karla |
| Fylkir           | Reykjavík      | Fylkisvöllur     | 7º posto                   |
| ÍBV Vestmannæyja | Vestmannaeyjar | Hásteinsvöllur   | 6º posto                   |
| Keflavík         | Keflavík       | Nettó-völlur     | 9º posto                   |
| KR Reykjavík     | Reykjavík      | KR-völlur        | Campione                   |
| Stjarnan         | Garðabær       | Stjörnuvöllur    | 3º posto                   |
| Þór              | Akureyri       | Þórsvöllur       | 8º posto                   |
| Valur            | Reykjavík      | Vodafonevöllurin | 5º posto                   |
| Víkingur         | Reykjavík      | Víkingsvöllur    | 2º posto in 1. deild karla |

## Classifica
|                    | Pos. | Squadra          | Pt | G  | V  | N  | P  | GF | GS | DR  |
| ------------------ | ---- | ---------------- | -- | -- | -- | -- | -- | -- | -- | --- |
| Islanda (bandiera) | 1.   | Stjarnan         | 52 | 22 | 15 | 7  | 0  | 42 | 21 | +21 |
|                    | 2.   | FH Hafnarfjörður | 51 | 22 | 15 | 6  | 1  | 46 | 17 | +29 |
|                    | 3.   | KR Reykjavík     | 43 | 22 | 13 | 4  | 5  | 40 | 24 | +16 |
|                    | 4.   | Víkingur         | 30 | 22 | 9  | 3  | 10 | 25 | 29 | -4  |
|                    | 5.   | Valur            | 28 | 22 | 8  | 4  | 10 | 31 | 36 | -5  |
|                    | 6.   | Fylkir           | 28 | 22 | 8  | 4  | 10 | 34 | 40 | -6  |
|                    | 7.   | Breiðablik       | 27 | 22 | 5  | 12 | 5  | 36 | 33 | +3  |
|                    | 8.   | Keflavík         | 25 | 22 | 6  | 7  | 9  | 29 | 32 | -3  |
|                    | 9.   | Fjölnir          | 23 | 22 | 5  | 8  | 9  | 33 | 36 | -3  |
|                    | 10.  | ÍBV Vestmannæyja | 22 | 22 | 5  | 7  | 10 | 28 | 38 | -10 |
|                    | 11.  | Fram Reykjavík   | 21 | 22 | 6  | 3  | 13 | 30 | 48 | -18 |
|                    | 12.  | Þór              | 12 | 22 | 3  | 3  | 16 | 24 | 44 | -20 |

Legenda:

      Campione d'Islanda e ammessa alla UEFA Champions League 2015-2016

      Ammesse alla UEFA Europa League 2015-2016

      Retrocesse in 1. deild karla 2015

## Risultati
|                    | Bre  | Haf  | Fra  | Fjö  | Fyl  | ÍBV  | Kef  | KR   | Stj  | Þór  | Val  | Vík  |
| ------------------ | ---- | ---- | ---- | ---- | ---- | ---- | ---- | ---- | ---- | ---- | ---- | ---- |
| Breiðablik         | –––– | 2-4  | 3-0  | 2-2  | 2-2  | 1-1  | 4-4  | 1-2  | 1-1  | 3-2  | 3-0  | 4-1  |
| FH Hafnarfjörður   | 1-1  | –––– | 4-2  | 4-0  | 3-0  | 1-0  | 2-0  | 1-1  | 1-2  | 1-1  | 2-1  | 1-0  |
| Fram Reykjavik     | 1-1  | 0-4  | –––– | 1-3  | 4-3  | 1-1  | 1-1  | 1-2  | 1-2  | 1-0  | 1-0  | 0-3  |
| Fjölnir            | 1-1  | 0-1  | 1-4  | –––– | 3-3  | 3-0  | 1-1  | 1-1  | 0-0  | 4-1  | 1-1  | 3-0  |
| Fylkir             | 1-1  | 0-2  | 2-0  | 2-1  | –––– | 3-1  | 2-4  | 0-4  | 1-3  | 4-1  | 2-0  | 1-1  |
| ÍBV Vestmannaeyjar | 1-1  | 1-1  | 2-0  | 4-2  | 1-3  | –––– | 0-2  | 2-3  | 1-2  | 2-0  | 2-2  | 1-2  |
| Keflavík           | 2-0  | 1-1  | 2-4  | 1-1  | 0-1  | 1-2  | –––– | 0-1  | 2-2  | 3-1  | 1-2  | 2-0  |
| KR Reykjavik       | 1-1  | 0-1  | 3-2  | 1-0  | 1-0  | 3-3  | 2-0  | –––– | 2-3  | 4-1  | 1-2  | 2-0  |
| Stjarnan           | 2-2  | 2-2  | 4-0  | 2-1  | 1-0  | 2-0  | 2-0  | 2-1  | –––– | 2-1  | 1-1  | 0-0  |
| Þór                | 2-0  | 0-2  | 0-2  | 1-2  | 5-2  | 1-1  | 0-0  | 2-0  | 3-4  | –––– | 0-1  | 0-1  |
| Valur              | 1-2  | 1-4  | 5-3  | 4-3  | 1-0  | 3-0  | 0-1  | 1-4  | 1-2  | 2-0  | –––– | 1-2  |
| Víkingur           | 1-0  | 2-3  | 2-1  | 1-0  | 1-2  | 1-2  | 3-1  | 0-1  | 0-1  | 3-2  | 1-1  | –––– |

## Classifica marcatori
| Gol |  |  | Giocatore          | Squadra          |
| --- |  |  | ------------------ | ---------------- |
| 13  |  |  | Gary Martin        | KR Reykjavík     |
| 12  |  |  | Jonathan Glenn     | ÍBV Vestmannæyja |
| 11  |  |  | Ólafur Karl Finsen | Stjarnan         |
| 10  |  |  | Árni Vilhjálmsson  | Breiðablik       |
| 10  |  |  | Hörður Sveinsson   | Keflavík         |
| 10  |  |  | Atli Guðnason      | FH Hafnarfjörður |

## Verdetti
- Campione d'Islanda:  Stjarnan
- In UEFA Champions League 2015-2016:  Stjarnan
- In UEFA Europa League 2015-2016:  FH Hafnarfjörður,  KR Reykjavík e  Víkingur
- Retrocesse in 1. deild karla:  Þór e  Fram Reykjavík